# TalkSPORT
talkSPORT是英国的一家体育广播电台，也是是英超联赛全球官方音频合作伙伴，目前为Wireless Group（新闻集团控股，旧称UTV Media）旗下电台。

## 简介
1995年2月14日，talkSPORT的前身“Talk Radio UK”开播，起初以脱口秀节目为主。后来Talk Radio UK从BBC Radio 5 Live购买了1997-98赛季英格兰足球联赛的播出权，开始涉足体育赛事转播领域。
1998年11月12日，TalkCo Holdings买下了Talk Radio UK，并于2000年1月17日正式将电台改名为talkSPORT，正式转型为体育电台。
目前除英国本土的地面广播外，talkSPORT还面向全球听众提供英语、西班牙语和汉语普通话赛事节目，其中普通话解说2013年正式上线。在中国大陆，除官方网站外，talkSPORT亦与当地机构合作（喜马拉雅FM、直播吧），通过合作方直播赛事。